# 東広島市
東広島市（ひがしひろしまし）は、広島県の中央部に位置する市。隣接する広島市のベッドタウン・衛星都市としての性質をもつ。

## 概要

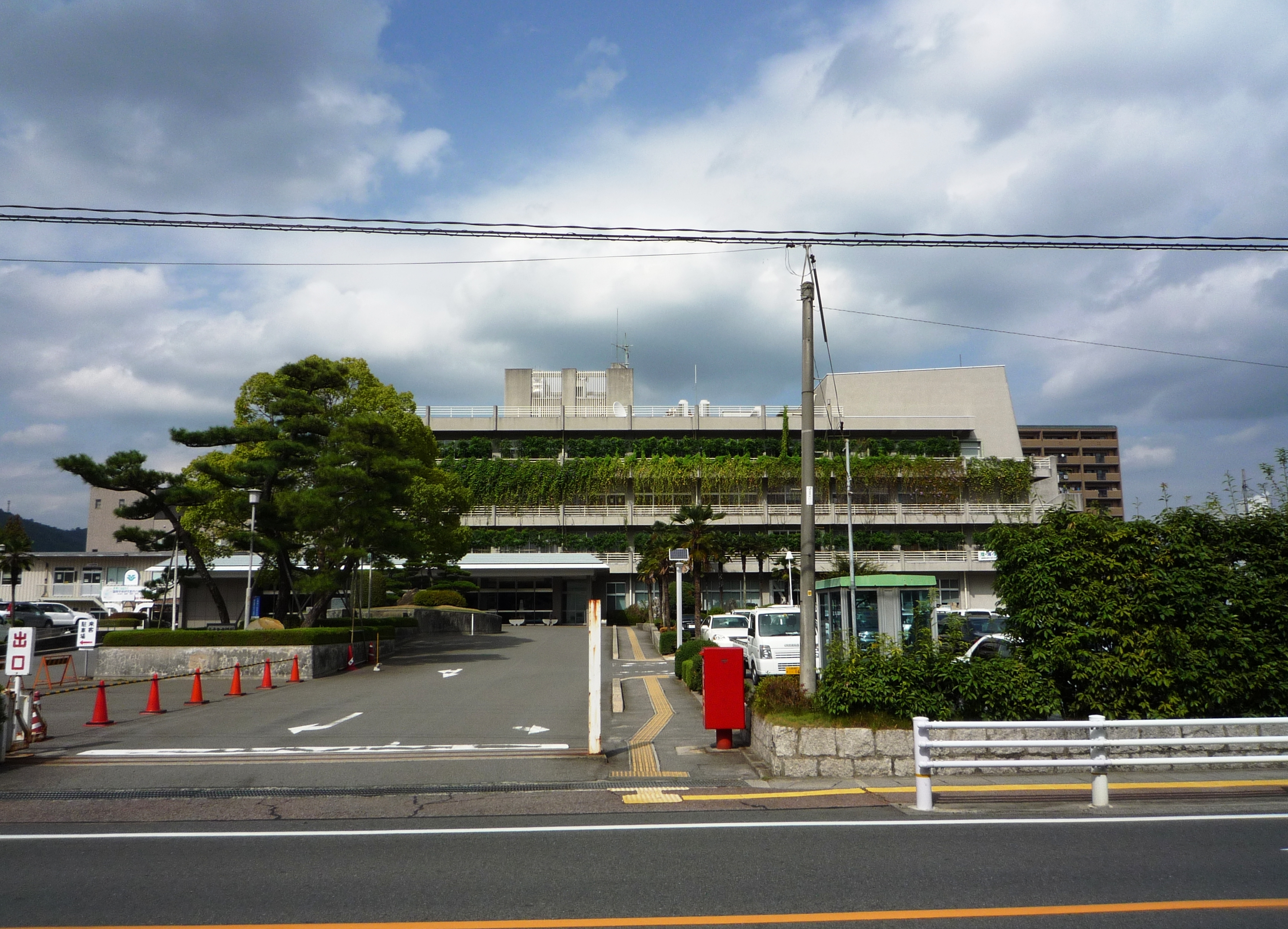
旧市役所庁舎

灘・伏見とともに日本三大酒処に数えられる西条と吟醸酒発祥の地とされる安芸津を擁する。狭い地域に多くの酒蔵が軒を連ねる酒蔵通りには、白壁やなまこ壁、赤煉瓦の煙突など独特な建物が立ち並ぶ。毎年10月には酒まつりが催され、多くの観光客が訪れる。1995年に東京から国税庁醸造研究所（現在の独立行政法人酒類総合研究所）が東京より移転してきた。
東広島の景観における赤瓦は特筆すべきものであり、行政の指導ではなく自生的に保持されてきたものである。盆地の周囲を囲む山々や里山のアカマツ林を背景に、赤瓦と白壁の建物が点在し、その手前に水田が広がるという典型景観をなしている。

### 賀茂学園都市
広島大学を中心とした学園都市開発がなされている。同大学は1973年に広島市からキャンパスの統合移転を決定、旧賀茂郡を移転先として地域計画の検討を広島県に要請。これを受けて県と旧建設省は統合移転地の検討を開始した。
1974年に「賀茂学園都市建設基本構想」を発表、翌1975年に「賀茂学園都市建設基本計画」が策定された。『広島大学統合移転記念誌』によれば、県内十数か所の候補地について検討が行われ、広島市可部地区、佐伯郡五日市町（現広島市佐伯区）のほかに賀茂郡西条町（現在の東広島市）が取り上げられ、移転が決定、都市開発が行われることとなった。賀茂学園都市で地域振興整備公団が担当した「地方都市開発事業」の事業採択面積は500ヘクタールであり、西条地区の広島大学キャンパスが約300ヘクタールでさらに約200ヘクタールの整備区域を必要とした。このため、西高屋地区の丘陵部が開発され「東広島ニュータウン」（高美が丘）が生み出された。都市計画道路西条駅大学線（通称ブールバール）地区は、沿道の公共施設の建設に赤瓦などを用いた点が評価され、1997年に都市景観大賞に選定されている。

### 広島中央テク
1983年4月、高度技術工業集積地域開発促進法（テクノポリス法）が成立した際、東広島市など3市2町が「広島中央テクノポリス」の指定を受けた。これによって高度産業の集積が進み、「広島中央サイエンスパーク」が建設されることとなった。また、東広島市は広島市に隣接しており、ベッドタウン・衛星都市としての性格も合わせ持っている。こうした背景より広島県内では人口増加率が高く、大学教員や留学生、研修生などの外国人も増加している。外国人の登録人口は2023年3月末時点で8,008人であり、人口の約4.2%を占める。

## 地理
市域は瀬戸内海沿岸から中山間部にまでわたり標高差が大きい。県で最も広い盆地である西条盆地を中心にその周辺に点在する小盆地から構成される。東へは沼田川、南へは黒瀬川、西へは瀬野川と、各河川本流の源流となっている。さらに太田川、芦田川、江の川の支流もあり、北部では中央分水界がかすめている。
市域の標高差が大きいことから、地域により気候には多少差異があるが、比較的温暖な気候である。瀬戸内海沿岸部では積雪はまれで市の中で最も温暖である。一方、盆地となっている市の中央部では寒暖差が昼と夜（日較差）、夏と冬（年較差）で大きい。さらに内陸の北部では冬季の冷え込みが厳しい。
市の中央を山陽本線、山陽新幹線、山陽自動車道（山陽道）が東西に横断している。また、南部の安芸津町には呉線が通っている。

### 市内各町の概要

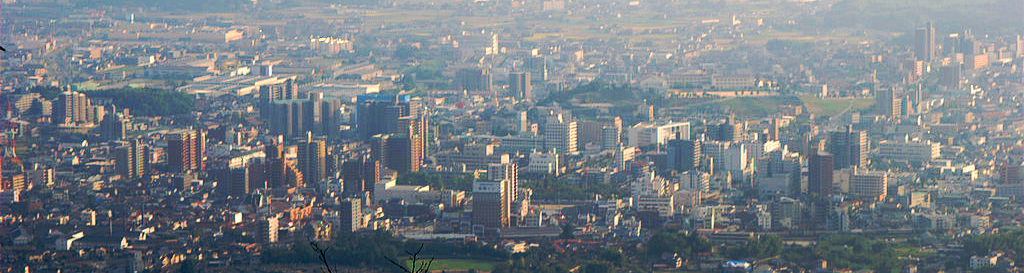
東広島市の中心部、西条町

#### 西条町

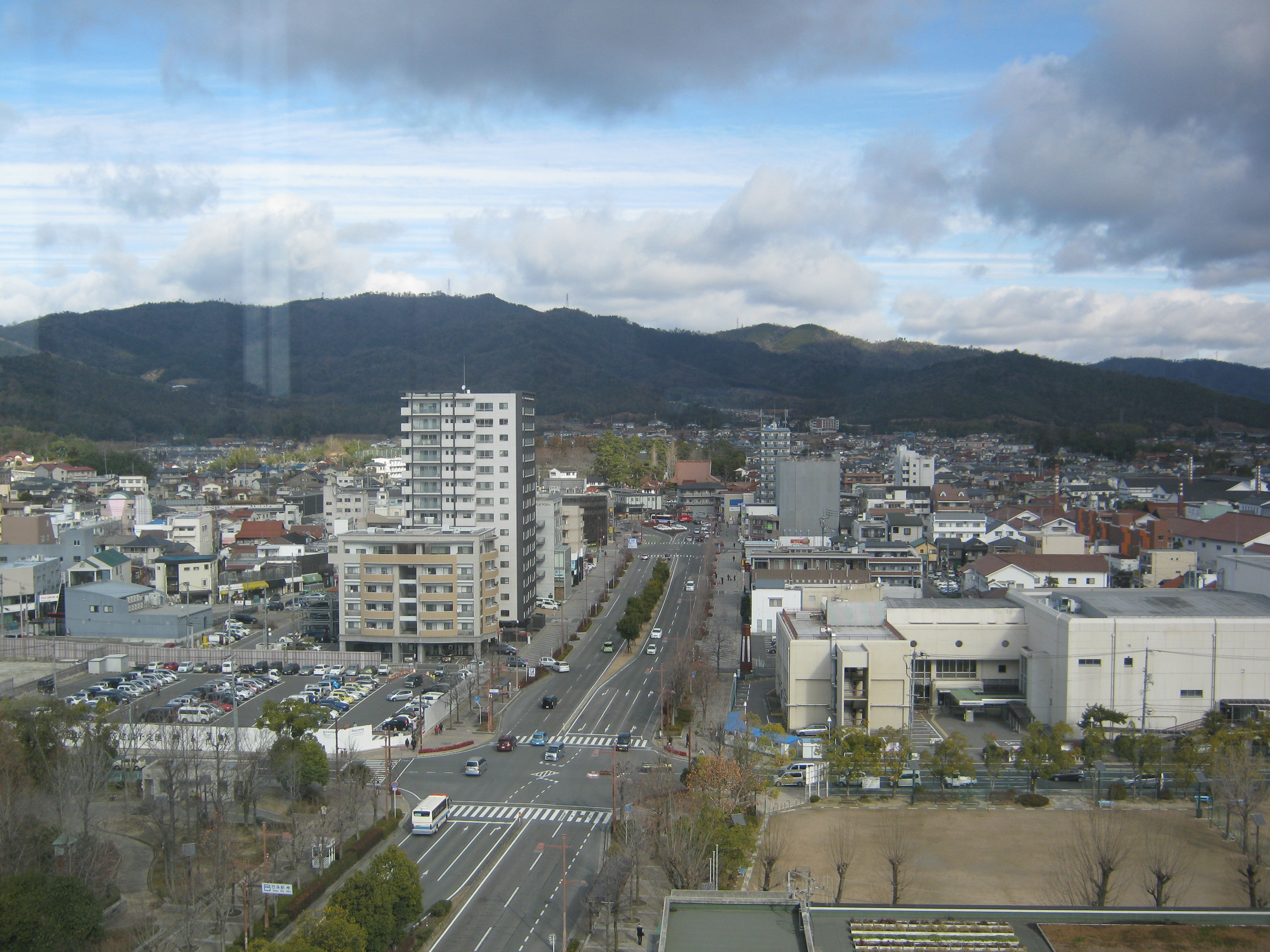
市役所10階から眺めた西条駅前。中央上に西条駅があり、その右横に酒蔵が立ち並んでいる。

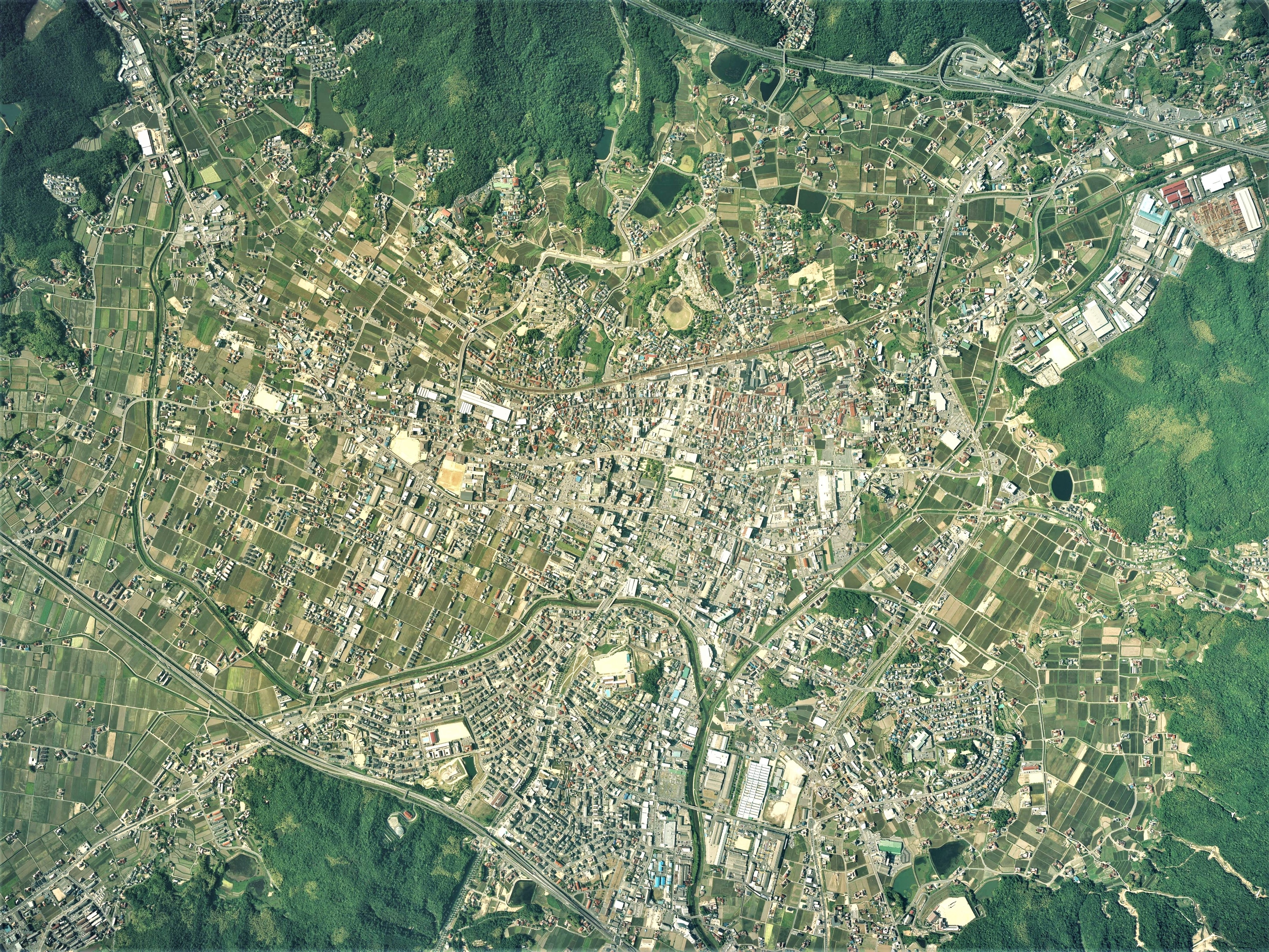
西条中心部周辺の空中写真。
2005年6月9日撮影の2枚を合成作成。。

西条本町・栄町・朝日町・昭和町・御条地区
市の中心部にあたり、市政の中心を担っている。酒造りの町でもあり、酒蔵が多い。
市役所やビジネスホテル、ショッピングセンターやひろしま農業協同組合（JAひろしま）本店があり、ブールバールと呼ばれる大通り（広島県道195号西条停車場線）沿いは、銀行・信用金庫の支店や証券・生命保険会社などが並ぶオフィス街となっている。都市開発も段階的に行われ、JR西条駅前も2006年4月に整備が完了した。中央通りにはスナックや居酒屋が立ち並び、商店街から歓楽街へと変化している。町の東側には山陽道西条ICや吉行工業団地があり、流通・工業地域としての顔を持つ。
西条中央地区

中心部より南側に位置している。ブールバール沿いには小学校が2校、ファミリーレストランや分譲マンションが立地しているほか、団地が造成され住宅が多い。また、国道375号旧道も通っており、スーパーマーケットやホームセンターが入った複合施設、自動車用品店や自動車学校が立ち並ぶ。
鏡山・下見・田口地区

広島大学などの学術研究施設が集積、大型ショッピングセンターや金融機関も多数立地している。学生向けアパートを中心とした建物も多い。一方、人口が密集している割に若い世代の世帯が少ないため、子どもの数が少ない。鏡山地区には鏡山城跡があり、鏡山公園が整備されている。また、その麓の南側には広島中央サイエンスパークや県内でも広い敷地面積を持つ広島県立西条農業高等学校がある。
田口地区には東広島運動公園(特徴的なピラミッド形の体育館)がある。1994年アジア競技大会のレスリング、ひろしま国体のウエイトリフティングの会場に使用された体育館や日本陸上競技連盟第2種公認の陸上競技場、野球場、サッカーなどができる多目的広場やテニスコートがあり、各種公認の大会が行われている。
三永地区
新幹線東広島駅がある。2008年より「ひかり」が停車するようになり、主に県外からの利用客が東広島に入る際の玄関口となっている。駅周辺の造成は段階的に進んでおり、ビジネスホテルや住宅、コンビニエンスストア、パチンコ店などが立ち並ぶ。西条駅、西条中央、下見地区に次ぐ市街化地域となった。
郷曽・馬木・森近地区
西条町の南側に位置する。国道375号が通っているが、周りには田畑が広がっている。東広島呉自動車道馬木ICが2007年に開業し、2010年には山陽道への連絡が実現し、2015年3月の全線開通により呉市へのアクセスも改善された。また、県道67号線の起点部分であり、沿線には自動車学校やアパートが立地している。この地区が旧東広島市と黒瀬町との境界である。
土与丸・助実・御薗宇地区

国道375号御薗宇バイパスの開通以降、ロードサイド型の店舗や家電量販店、大型ショッピングモール（フジグラン東広島）が相次いで開業または中心部から移転している。土与丸地区を通っている国道375号旧道沿いにはゆめタウン東広島がある。
寺家地区

西条地区西部の東西南北に広がる大きな地区である。また、山陽本線寺家駅が2017年3月に開業したのにあわせて再開発が行われ、同駅周辺に病院やコンビニ、住宅が立ち並びつつある。南には国道2号西条バイパスが通っており、上下分離ランプがある。

#### 八本松町
米満地区
八本松地区の東部。磯松（八本松中央）・正力・西条町寺家と接している。
磯松・正力・篠地区
八本松地区の北部。磯松工業団地（磯松）や八本松工業団地（篠）では工場も立地している。
下組・向原・宗吉地区
八本松地区の中部。国道486号や国道2号西条バイパス、山陽本線が通っている。八本松駅があり、駅周辺にはコンビニやショッピングセンターがあるほか、銀行や信用金庫が支店を置いている。1990年代以降団地造成が行われ、多くの住宅が立ち並ぶ。国道486号沿いには飲食店や自動車ディーラーなどのロードサイド型店舗が西条に次いで数多く立地している。現在では、川上小学校周辺の水田が宅地開発されている。
原・吉川地区
八本松地区の南部。吉川工業団地が造成されて以降多くの工業施設が立地している。原地区は広島大学にも近いことから、多くの学生用アパートや自動車学校がある。

#### 志和町
広島県道33号瀬野川福富本郷線が志和堀から西志和地区にかけて横断しており、旧福富町地区や広島市安芸区に繋がっている。広島県道46号東広島白木線が志和東から志和堀にかけて縦断しており、八本松地区や広島市安佐北区に繋がっている。
志和堀地区
旧志和町の中心部で商店街や主要県道が交差している。半川（はんかわ）沿いの千代乃春酒造 周辺では、毎年6月初旬に蛍が乱舞する。このため、志和堀は「ホタルの里」として有名になり、志和堀小学校の行事であった「ホタルまつり」は、いまや観光の目玉になっている。また、教会式の鐘が取り付けられていて「覚醒の鐘」「鐘撞堂」と呼ばれた時報塔（国の登録有形文化財）がある。
東志和地区
並滝寺があり、その近くの温泉施設には温泉客が多く訪れる。周囲には田畑が多い一方、工業団地があり工業も盛ん。
別府・西志和地区
山陽道の志和ICがあるという地理的条件から流通団地が造成されている。清涼飲料（地元企業）や自動車部品（在阪企業）などの工場があり、東志和と同じく工業が盛んである。

#### 高屋町
西条の次に人口が多い地区となっている。町内には市立小学校5校、市立中学校2校、県立中高一貫校、近畿大学附属の中高一貫校、近畿大学工学部がある。造賀地区は高屋中学校区であるが、高美が丘中学校区を通らないと行くことができない。さらにスクールバスを利用する場合、西高屋駅付近の道路事情より東西条小学校そばを迂回して通学している。高屋西小学校以外の小学校は，児童の減少が著しい。
高屋西・高美が丘・高屋東地区
JR西高屋駅があり、駅前には銀行・信用金庫の支店がある。マツダが大規模な社宅（マツダタウン高屋）を建設してから人口が急激に増加した。その後、マツダタウンは取り壊されたが、跡地は団地となり住宅が建ち始めている。また東広島ニュータウン（高美が丘）などの住宅団地が開発され、中心部は現在も人口はやや増加の傾向である。ニュータウン入口にはショッピングセンターが建設された。また、駅前には県立広島中・高等学校が、ニュータウン付近には近畿大学工学部（広島キャンパス）や附属中学校・高等学校など教育施設も多くある。そのため、2010年代の初めまで駅利用者が年々増加していた。2010年3月には東広島呉道や山陽道と接続する東広島高田道路が高屋東付近まで部分開通した。西条IC付近に建ち始めている住宅団地は高屋西小学校区であるが、東西条小学校が近いため，昔の町境を越えて通学する児童がほとんどである。
白市・小谷地区
JR白市駅がある。白市駅からは広島空港に連絡するバスがある。当初は白市駅から広島空港へ連絡する鉄道の路線が計画されていたが、見送りとなっている。小谷地区にはおおぞら台団地が造成されており、多くの家が立ち並んでいる。その裏には山陽道小谷SAがある。
造賀地区
高屋町の北端に位置し、福富町や八本松町と接している。西高屋地区より標高がおよそ100メートル高く町内の他の地域と比べ気温が低いため、冬季には道路の路面凍結がしばしばみられる。田園地域であり、酒米の山田錦が生産されている。JRによる広島方面への移動では、同じ町内の西高屋駅より県道350号線経由で八本松駅を利用することが多い。

#### 黒瀬町
市の南西部であり、業者ブランド「黒瀬牛」の生産地である。広島市に近くベッドタウンとしての性格を持つ一方、呉市との結びつきも強い。
黒瀬町内を縦断する国道375号は道幅が狭く交通量が多いため朝と夕方には呉 - 東広島を行き来する車で混雑するが、東広島呉道の黒瀬IC - 阿賀IC間が2012年に開通した。2015年3月に残りの馬木IC - 黒瀬IC間が完成し全線開通した。

#### 福富町
市の北部に位置する。田畑が多く人口は少ない。
久芳地区では、沼田川総合開発の一環で洪水調節、既得取水の安定化、河川環境の保全および水道用水の供給を目的とした福富ダムが2009年に竣工し、多くの家屋や田畑が水没した。福富ダム竣工に伴い、国道375号福富豊栄バイパスが一部供用開始し、2008年に道の駅湖畔の里福富がオープン。休憩所や物産施設だけでなく、子供が遊べる遊具やダムが一望できる公園があり、行楽客が市内外から訪れる。
国道375号が町内を縦断しているほか、広島県道33号が志和地区から通っており、三原市本郷地区へと繋がっている。県道33号沿いには、上記の道の駅が設置される前より物産施設などが軒を連ねている。

#### 豊栄町
市の最北部に位置する。人口は少ない。地区の中に旧備後国であった地域が含まれている。江の川水源の魚ヶ筒石神社、ライトプレーン専用飛行場（豊栄飛行場）がある。

#### 河内町
市の最東部に位置する。広島空港に近いことや、山陽道河内ICがあることから、物流地域の顔を持つ。住宅団地「グリューネン入野」の整備が1990年代後半から行われている。

#### 安芸津町
市の最南部に位置する。漁業や造船業が盛んである。安芸津の名の由来は、かつて安芸の国の表玄関の港であったことによる。国府から1日の行程の所に港（津）が定められていた。また、吟醸酒の産みの親である三浦仙三郎は安芸津出身であり、酒造（安芸津の酒）の盛んな地域となっている。
侵食などにより消滅寸前の小島、ホボロ島がある。木谷の赤崎地区は名の示す通り、真っ赤な赤土の大地の岬である。ホボロ島と同様に火山灰と噴石が固まってできた岩石は鉄分が含まれ真っ赤な色である。しかし同地は水はけが比較的よく程よい保湿力もあるため、特産の「赤碕のジャガイモ」はブランドイモとして出荷されている。安芸津の赤レンガは、赤土の大地から流れ積もった堆積物から造られており、全国の市場シェアの50%を占める生産量となっている。

### 気候
瀬戸内海式気候であるが、年平均気温は13.7℃と東北の福島市（13.4℃）とほとんど変わらず、西日本の標高200メートル程度の都市としてはかなり低温である。夏は瀬戸内沿岸の地域と異なり熱帯夜はほとんどない。冬は晴れる日が多く、1月の日平均気温2.3℃、平均最高気温7.7℃、平均最低気温-2.6℃と日中は山陰諸都市より気温が上がりにくく、夜間の冷え込みも厳しい。放射冷却がよく効く日には最低気温が-5℃以下まで下がることは珍しくない。そのため冬はスタッドレスタイヤを装着する車が多い。2011年1月31日には観測史上最低気温となる-12.6℃を記録した。
| 東広島（旧西条町）の気候 | 東広島（旧西条町）の気候 | 東広島（旧西条町）の気候 | 東広島（旧西条町）の気候 | 東広島（旧西条町）の気候 | 東広島（旧西条町）の気候 | 東広島（旧西条町）の気候 | 東広島（旧西条町）の気候 | 東広島（旧西条町）の気候 | 東広島（旧西条町）の気候 | 東広島（旧西条町）の気候 | 東広島（旧西条町）の気候 | 東広島（旧西条町）の気候 | 東広島（旧西条町）の気候 |
| 月                       | 1月                      | 2月                      | 3月                      | 4月                      | 5月                      | 6月                      | 7月                      | 8月                      | 9月                      | 10月                     | 11月                     | 12月                     | 年                       |
| ------------------------ | ------------------------ | ------------------------ | ------------------------ | ------------------------ | ------------------------ | ------------------------ | ------------------------ | ------------------------ | ------------------------ | ------------------------ | ------------------------ | ------------------------ | ------------------------ |
| 最高気温記録 °C （°F）   | 18.3 (64.9)              | 20.7 (69.3)              | 23.4 (74.1)              | 29.2 (84.6)              | 31.4 (88.5)              | 34.0 (93.2)              | 37.0 (98.6)              | 37.3 (99.1)              | 35.5 (95.9)              | 29.9 (85.8)              | 26.5 (79.7)              | 20.3 (68.5)              | 37.3 (99.1)              |
| 平均最高気温 °C （°F）   | 7.7 (45.9)               | 8.9 (48)                 | 12.8 (55)                | 18.7 (65.7)              | 23.6 (74.5)              | 26.3 (79.3)              | 29.9 (85.8)              | 31.5 (88.7)              | 27.4 (81.3)              | 21.9 (71.4)              | 15.9 (60.6)              | 10.1 (50.2)              | 19.6 (67.3)              |
| 日平均気温 °C （°F）     | 2.3 (36.1)               | 3.2 (37.8)               | 6.6 (43.9)               | 12.1 (53.8)              | 17.3 (63.1)              | 21.2 (70.2)              | 25.0 (77)                | 25.8 (78.4)              | 21.8 (71.2)              | 15.6 (60.1)              | 9.5 (49.1)               | 4.4 (39.9)               | 13.7 (56.7)              |
| 平均最低気温 °C （°F）   | −2.6 (27.3)              | −2.1 (28.2)              | 0.6 (33.1)               | 5.4 (41.7)               | 11.1 (52)                | 16.6 (61.9)              | 21.0 (69.8)              | 21.5 (70.7)              | 17.1 (62.8)              | 10.0 (50)                | 3.7 (38.7)               | −0.8 (30.6)              | 8.5 (47.3)               |
| 最低気温記録 °C （°F）   | −12.6 (9.3)              | −11.9 (10.6)             | −7.3 (18.9)              | −3.8 (25.2)              | −0.3 (31.5)              | 7.9 (46.2)               | 12.7 (54.9)              | 13.4 (56.1)              | 4.5 (40.1)               | −0.8 (30.6)              | −4.3 (24.3)              | −8.7 (16.3)              | −12.6 (9.3)              |
| 降水量 mm （inch）       | 46.9 (1.846)             | 60.0 (2.362)             | 105.0 (4.134)            | 120.6 (4.748)            | 147.7 (5.815)            | 207.4 (8.165)            | 253.0 (9.961)            | 131.3 (5.169)            | 158.2 (6.228)            | 106.0 (4.173)            | 67.4 (2.654)             | 54.3 (2.138)             | 1,457.6 (57.386)         |
| 平均降水日数 （≥1.0 mm） | 6.1                      | 7.4                      | 9.9                      | 9.5                      | 9.1                      | 11.0                     | 10.8                     | 8.3                      | 9.2                      | 7.3                      | 6.7                      | 6.5                      | 101.8                    |
| 平均月間日照時間         | 134.6                    | 133.8                    | 170.4                    | 188.4                    | 204.5                    | 142.2                    | 163.9                    | 194.3                    | 149.5                    | 167.2                    | 143.2                    | 133.6                    | 1,925.6                  |
| 出典：気象庁             |                          |                          |                          |                          |                          |                          |                          |                          |                          |                          |                          |                          |                          |

### 隣接している自治体・行政区

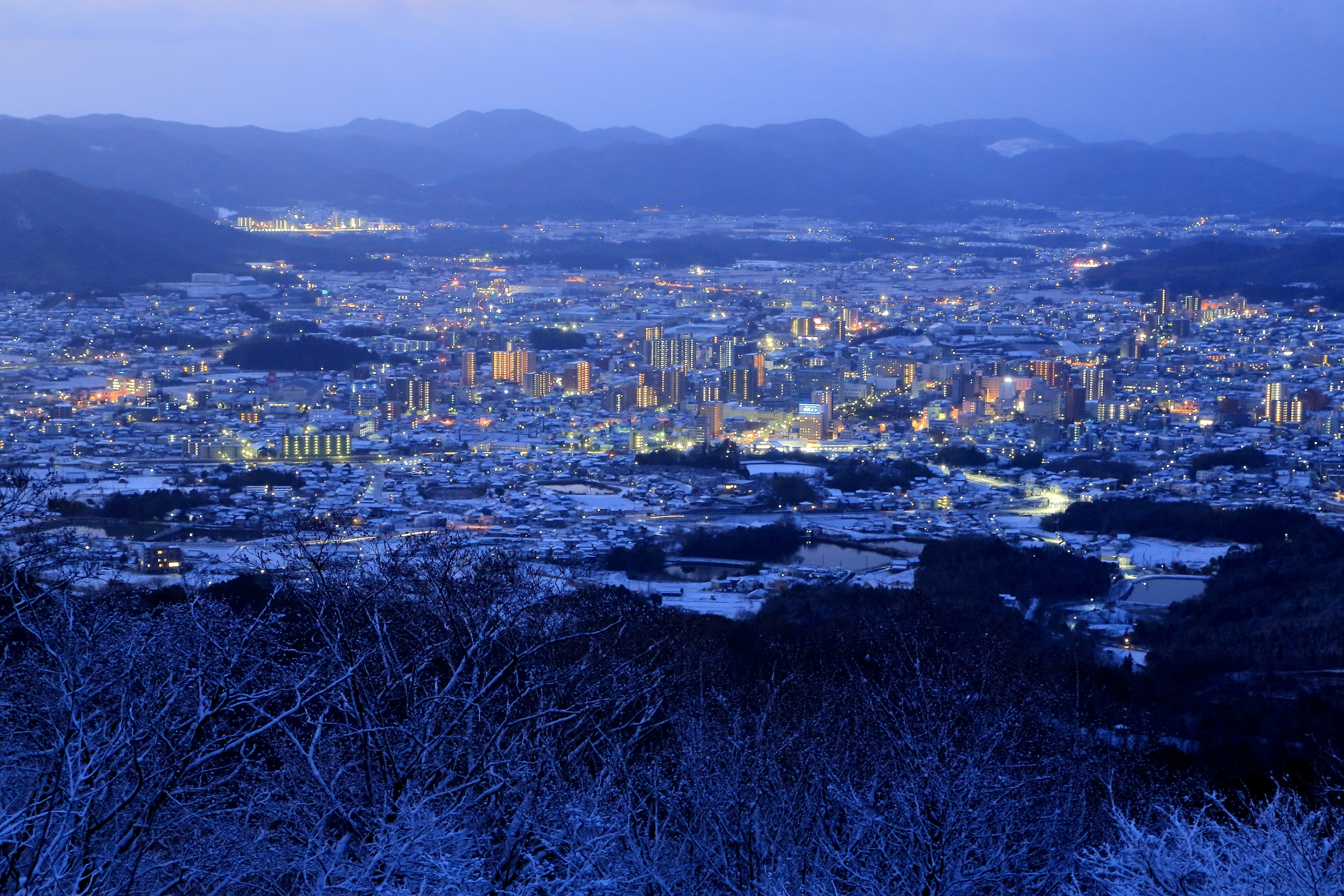
冬の東広島市市街地

- 広島市（安芸区、安佐北区）
- 安芸郡熊野町
- 呉市
- 安芸高田市
- 三次市
- 豊田郡大崎上島町（海上で隣接）
- 世羅郡世羅町
- 三原市
- 竹原市

## 歴史
都市としての東広島市の歴史は浅い。1973年に広島大学の統合移転先が旧・西条町に決定したことを受け、大学を中心とした学園都市建設の機運が高まり、1974年に西条町他周辺3町が合併して東広島市となった。市名は広島市の東側に位置することに由来する。

### 前史

#### 旧石器時代・縄文時代
広島大学の敷地内に旧石器時代や縄文時代の遺跡が重なる地域があり、最古のものでは2万2千年前の住居跡が複数見つかっている。これは旧石器時代の人々が岩陰に住んでいたという定説を覆す重要な発見だったが、遺跡地としての整備は行われていない。広島大学移転開始当時は遺跡を省みることなく建設が進められたが、職員からの異論もあり積極的に発掘を行ったところ重要な遺跡が数多く発見された。

#### 弥生時代 - 古墳時代
西条盆地は弥生時代にムラが爆発的に増加。西本遺跡群や東広島ニュータウン地内遺跡群など県内でも最大規模の遺跡が多く存在する。西条町西東子遺跡からは弥生時代中期の大分県産の土器も出土しており、広く他地域との交流があったものと推定されている。
5世紀には前方後円墳としては県内一の規模である三ツ城古墳が造成された。被葬者はこの地域を支配していた国造級の豪族だと考えられている。同古墳からは小型の鏡や鉄剣、人骨などが出土しており、1982年に国の史跡に指定され、史跡公園として復元整備されている。また高屋町宮領の南にそびえる御山（白鳥山）の白鳥古墳より日本製と考えられる三角縁神獣鏡が出土している。これらの遺物は県内でほかに出土例がなく貴重である。いずれの鏡も、現在、三ッ城古墳横の中央図書館内のガイダンスコーナーに展示されている。

#### 奈良時代
奈良時代には安芸国分寺 が建立され、安芸国府がこの地に置かれていたといわれている。現在の西条駅北側には、古代山陽道（太宰府と都を結ぶ重要な道）があり、「御建」（みたて）にはかつて国府の中に祀ることが命じられた祇園社がある。周囲には大蔵、大地面（おおじめ）などの国府の存在を感じさせるような地名が多く残っている。大地面で国府附属施設の特徴を持った建物跡が検出されており、発掘と調査・分析が続けられている。安芸国分寺跡は現在、安芸国分寺歴史公園 として整備されている。
国府があったと思われる区域には条里制が施行され、半尾川を境に東条郷と西条郷に分けられ区画された。東條郷と西條郷はやがて東西条（とうさいじょう）の名前に一括され、東西条は旧東広島地域に福富・熊野・広・三津までを含めた呼称となる。
『和名類聚抄』によれば、東広島市内には賀茂、志芳、造果、高屋、入農、訓養、香津、木綿、大弓の9つの郷があったことがわかる。賀茂とは西条地区、志芳とは志和地区、造果とは造賀地区、入農とは入野地区、訓養は「やなくに」と読んで黒瀬地区の柳国、香津は三永地区、木綿は「ゆう」と読み寺家地区、大弓は大山の誤りで八本松地区である。
また、古代山陽道が整備され、『延喜式』によれば、鹿附、木綿、大山の3駅が置かれた。鹿附がどこにあたるのかは不明瞭であるが、『広島県史』は高屋付近を推定している。

#### 平安時代 - 鎌倉時代
平安時代前期、当地にも本格的な律令支配が及び、その後、現在の安芸郡府中町に国府が移ったとされる。当市域の大部分は安芸国の賀茂郡、豊田郡に属したが、一部（現在の豊栄町飯田、豊栄町吉原）は備後国世羅郡に属した。
以後、賀茂郡と豊田郡の境界は幾度か変更されているが、現在の市域は（備後国に属した地区も含めて）すべて賀茂郡に属した期間を有する。平安時代から鎌倉時代にかけては東西条は国衙領であったが、仁治3年（1242年）宣陽門院下文をもって東寺に寄付され東寺の経営となる。また、造賀、志和、高屋などにも荘園が形成され、鎌倉幕府の誕生、承久の乱を経て東国の武士たちがこれらの荘園の地頭に任命された。高屋の地頭となり土着して白山城を居城とし造賀にまで勢力を伸ばした平賀氏、志和の地頭となり土着した天野氏などが知られる。東西条は守護領となったようで、地頭は置かれなかった。

#### 室町時代 - 江戸時代
南北朝の争乱がおこると、観応3年（1350年）に山口の大内弘世が安芸国退治と称し、東寺の国衙分者らを糾合して東西条を押領する。貞治3年（1364年）に幕府と和解するが、守護人や国人の反乱に手を焼いた幕府は大内弘世に応安元年（1368年）に東寺雑掌の沙汰で御教書を出し東西条の平定を命じ、これを口実に大内弘世が東西条を制圧する。大内氏は安芸国支配の拠点として西条御薗宇に鏡山城を築城し、西条と瀬戸内海を結ぶ黒瀬川沿いに連絡道と城塞網を築きあげた。大内氏の東西条支配は200年余りに及んだが、戦国期に台頭した毛利元就らの活躍により毛利氏がしばらくの間この地を支配することとなる。毛利氏が関ヶ原の戦い後に防長二国に移された後は、福島正則、そして浅野氏の領地となった。
江戸時代になると東西条は西国街道の宿場町として栄え、四日市宿の本陣は藩内最大の規模を誇った。東は古川、西は半尾川に挟まれた範囲を西條四日市宿という。西条の酒造が始まったのもこの頃だが、この時期には全国的に名が知られたわけではなかった。
また、幕末には志和盆地で神機隊が結成され、そこで訓練が行われた。

### 沿革
- 1974年（昭和49年）4月20日 - 賀茂郡西条町、志和町、高屋町、八本松町が新設合併し、東広島市が発足。
- 2005年（平成17年）2月7日 - 賀茂郡黒瀬町・河内町、豊栄町、福富町、豊田郡安芸津町を編入する。
- 2010年（平成22年）4月18日 - 東広島市議会議員補欠選挙の投票率が8.82%となり、日本の選挙史上最低記録となった（有権者数13万8341人・投票者数1万2204人）[7]。同時に実施するはずだった市長選が無投票当選になったことと立候補した2人の選挙地盤は5年前に編入された旧黒瀬町・旧福富町であったため有権者が7割を占める旧市内の有権者に十分浸透しなかった可能性があることが要因とされた[7]。
- 2018年（平成30年）7月6日 - 平成30年7月豪雨により死者・行方不明者21人（災害関連死を含む）[8]。

## 行政

### 市長
- 市長：髙垣廣德（2018年2月4日就任、2期目）

| 代         | 氏名     | 就任年月日     | 退任年月日     | 備考                             |
| ---------- | -------- | -------------- | -------------- | -------------------------------- |
| 初代       | 武則一水 | 1974年5月      | 1978年5月      |                                  |
| 2-6代      | 讃岐照夫 | 1978年5月      | 1998年5月      |                                  |
| 7-8代      | 上田博之 | 1998年5月      | 2006年4月27日  | 直腸がんのため死去               |
| 9-11代     | 蔵田義雄 | 2006年4月28日  | 2017年12月21日 | 交通事故による体調不良により辞職 |
| 職務代理者 | 槇原晃二 | 2017年12月22日 | 2018年2月4日   | 副市長                           |
| 12-13代    | 髙垣廣德 | 2018年2月4日   | 現職           |                                  |

- 副市長：川口一成（2023年4月1日 - 、任期4年）前・広島県商工労働局長[11]
- 教育長：市場一也[12]（2024年4月1日 - 2027年3月31日）[13]

## 議会

### 市議会
- 定数：30人
- 任期：2023年4月27日 - 2027年4月26日
- 議長：奥谷 求[14]（2023年5月10日 - ）
- 副議長：1年での交代を申し合わせている。

### 広島県議会
- 選挙区：東広島市選挙区
- 定数：4人
- 任期：2023年4月30日 - 2027年4月29日
- 投票日：2023年4月9日
- 当日有権者数：151,260人
- 投票率：30.13％

| 候補者名   | 当落 | 年齢 | 所属党派   | 新旧別 | 得票数  | 備考 |
| ---------- | ---- | ---- | ---------- | ------ | ------- | ---- |
| 恵飛須圭二 | 当   | 39   | 自由民主党 | 現     | 9,572票 |      |
| 井原修     | 当   | 70   | 自由民主党 | 現     | 9,096票 |      |
| 西本博之   | 当   | 61   | 無所属     | 現     | 8,992票 |      |
| 山下守     | 当   | 59   | 無所属     | 新     | 7,431票 |      |
| 入江寿美代 | 落   | 54   | 無所属     | 新     | 6,873票 |      |
| 大山春江   | 落   | 68   | 無所属     | 新     | 1,434票 |      |

### 衆議院
広島県第4区
- 選挙区：広島4区（広島市（安芸区）、三原市（旧大和町域）、東広島市の一部、安芸郡）
- 任期：2021年10月31日 - 2025年10月30日
- 当日有権者数：309,781人
- 投票率：53.18％

| 当落 | 候補者名 | 年齢 | 所属党派     | 新旧別 | 得票数   | 重複 |
| ---- | -------- | ---- | ------------ | ------ | -------- | ---- |
| 当   | 新谷正義 | 46   | 自由民主党   | 前     | 78,253票 | ○    |
|      | 上野寛治 | 39   | 立憲民主党   | 新     | 33,681票 | ○    |
| 比当 | 空本誠喜 | 57   | 日本維新の会 | 元     | 28,966票 | ○    |
|      | 中川俊直 | 51   | 無所属       | 元     | 21,112票 |      |

広島県第5区
- 選挙区：広島5区（呉市、竹原市、三原市（旧本郷町域）、尾道市（旧瀬戸田町域）、東広島市（旧安芸津町域）、江田島市（旧江田島町域）、豊田郡）
- 任期：2021年10月31日 - 2025年10月30日
- 当日有権者数：242,034人
- 投票率：54.52％

| 当落 | 候補者名   | 年齢 | 所属党派   | 新旧別 | 得票数   | 重複 |
| ---- | ---------- | ---- | ---------- | ------ | -------- | ---- |
| 当   | 寺田稔     | 63   | 自由民主党 | 前     | 74,362票 | ○    |
|      | 野村功次郎 | 51   | 立憲民主党 | 新     | 41,788票 | ○    |

## 政府所管法人

### 国立研究開発法人
- 農業・食品産業技術総合研究機構（農研機構）管理本部（西日本管理部安芸津事業場）[15]
- 農研機構果樹茶業研究部門ブドウ・カキ研究領域

## 経済・産業

### 主な産業
- 日本酒（西条・黒瀬・志和・安芸津・八本松）
- 半導体メモリ
- 携帯電話製造
- 自動車関連部品・特装
- 造船（安芸津）
- 精米機
- カキ養殖（安芸津）
- 米作
- 赤レンガ（安芸津）
- 水門
- 小電力水力発電機
- 風力発電機
- 漁業

### 産業団地
| - 飯田研究団地 - 磯松工業団地 - 河内臨空団地 - 黒瀬工業団地 - 志和流通団地 - 田口地区研究団地 - テクノタウン東広島 | - 原地区工業団地 - 東広島寺家産業団地 - 東広島中核工業団地・高屋東地区工業団地 - 広島中央サイエンスパーク - 御薗宇工業団地 - 吉川地区工業団地 - 吉行工業団地（賀茂工業団地） |

### 商業施設
- ゆめタウン学園
- ゆめタウン東広島
- ゆめモール西条
- フジグラン東広島
- ハローズ東広島モール

### 主な企業
- 神戸製鋼所西条工場
- サタケ本社・工場（精米機器・検査機器・環境機器）
- 酒類総合研究所サイエンスパーク（日本で唯一の酒類の総合研究所）
- シャープ東広島工場（携帯電話の一大生産拠点）
- 新来島広島どっく工場（ステンレス製ケミカルタンカーなど）
- 新明和工業 広島工場（特装車）
- スタンレー電気広島工場
- 大創産業本社（100円ショップ「ダイソー」を展開）
- ダイキョーニシカワ本社、八本松工場（自動車樹脂部品）
- 東横化学広島第一営業所、広島第二営業所
- 富士機械工業東広島工場・八本松製作所
- 豊国工業（ダム・水門・立体駐車場・小水力発電・風力発電。平成10年11月本社を西条町御薗宇に移転）
- 宝積飲料（清涼飲料水製造）
- ベバストジャパン本社工場（ドイツのサンルーフメーカーベバストの日本法人）
- ますやみそ東広島工場
- ミツトヨ広島事業所志和製造部（計測器の製造）
- 三菱重工業呉工場安芸津地区
- マイクロンメモリジャパン株式会社本社・広島工場・広島開発センター 吉川工業団地内

## 姉妹都市・提携都市

### 国内
- 日本
- 北広島市（北海道）- 姉妹都市[16]

### 海外
- ブラジル マリーリア - 親善都市（1980年11月2日に提携）[16]
- 中国 徳陽市（四川省）- 友好都市（1993年10月14日に提携）[16]
- アメリカ合衆国 バージニアビーチ（バージニア州）- 友好交流（1993年8月26日に提携）[17]

## 地域

### 人口
賀茂学園都市として広島大学や近畿大学がキャンパスを構えることから、人口構成において20歳前後の年齢層が多い特徴が顕著である。
約30年間にわたり広島県で4番目に人口が多い市町村であった。2024年10月に推計人口が呉市の推計人口を上回り、令和7年8月15日現在は広島市、福山市に次いで広島県で3番目に推計人口が多い市町村となっている。
| |                                          |  |
| 東広島市と全国の年齢別人口分布（2005年） | 東広島市の年齢・男女別人口分布（2005年） |  |
| ■紫色 ― 東広島市 ■緑色 ― 日本全国 | ■青色 ― 男性 ■赤色 ― 女性                |  |
| 東広島市（に相当する地域）の人口の推移 \| 1970年（昭和45年） \| 93,587人 \| \| \| 1975年（昭和50年） \| 108,219人 \| \| \| 1980年（昭和55年） \| 120,871人 \| \| \| 1985年（昭和60年） \| 131,159人 \| \| \| 1990年（平成2年） \| 142,088人 \| \| \| 1995年（平成7年） \| 165,153人 \| \| \| 2000年（平成12年） \| 175,346人 \| \| \| 2005年（平成17年） \| 184,430人 \| \| \| 2010年（平成22年） \| 190,135人 \| \| \| 2015年（平成27年） \| 192,907人 \| \| \| 2020年（令和2年） \| 196,608人 \| \| |                                          |  |
| 総務省統計局 国勢調査より |                                          |  |
| 1970年（昭和45年） | 93,587人                                 |  |
| 1975年（昭和50年） | 108,219人                                |  |
| 1980年（昭和55年） | 120,871人                                |  |
| 1985年（昭和60年） | 131,159人                                |  |
| 1990年（平成2年） | 142,088人                                |  |
| 1995年（平成7年） | 165,153人                                |  |
| 2000年（平成12年） | 175,346人                                |  |
| 2005年（平成17年） | 184,430人                                |  |
| 2010年（平成22年） | 190,135人                                |  |
| 2015年（平成27年） | 192,907人                                |  |
| 2020年（令和2年） | 196,608人                                |  |

### 警察
- 東広島警察署

### 消防
- 東広島市消防局

### 軍事施設
- 在日米軍川上弾薬庫 - 極東地域最大規模の弾薬庫。
- 第13旅団 (陸上自衛隊)原村演習場

### 医療
国立病院
- 国立病院機構東広島医療センター
- 国立病院機構賀茂精神医療センター

県立病院
- 県立安芸津病院
- 広島県立障害者リハビリテーションセンター

### 教育・大学

#### 幼稚園
- 広島大学附属幼稚園
- 御薗宇幼稚園

- 板橋さざなみ幼稚園
- 西条幼稚園
- 西条ルーテル幼稚園
- 高屋幼稚園
- 東広島くすのき幼稚園
- フレーベル幼稚園

- 緑ヶ丘幼稚園
- くるみヶ丘幼稚園
- アカデミックひまわり幼稚園
- サールナート幼稚園
- 風早幼稚園

#### 小学校
- 東広島市立板城小学校
- 東広島市立板城西小学校
- 東広島市立風早小学校
- 東広島市立上黒瀬小学校
- 東広島市立川上小学校
- 東広島市立木谷小学校
- 東広島市立郷田小学校
- 東広島市立河内小学校

- 東広島市立小谷小学校
- 東広島市立西条小学校
- 東広島市立下黒瀬小学校
- 東広島市立志和小学校
- 東広島市立造賀小学校
- 東広島市立高美が丘小学校
- 東広島市立高屋西小学校
- 東広島市立高屋東小学校

- 東広島市立寺西小学校
- 東広島市立豊栄小学校
- 東広島市立中黒瀬小学校
- 東広島市立入野小学校
- 東広島市立乃美尾小学校
- 東広島市立八本松小学校
- 東広島市立原小学校
- 東広島市立東西条小学校

- 東広島市立平岩小学校
- 東広島市立御薗宇小学校
- 東広島市立三津小学校
- 東広島市立三ツ城小学校
- 東広島市立三永小学校
- 東広島市立もみじ小学校
- 東広島市立吉川小学校
- 東広島市立龍王小学校

#### 中学校
- 東広島市立安芸津中学校
- 東広島市立磯松中学校
- 東広島市立黒瀬中学校
- 東広島市立河内中学校
- 東広島市立向陽中学校
- 東広島市立西条中学校
- 東広島市立志和中学校

- 東広島市立高美が丘中学校
- 東広島市立高屋中学校
- 東広島市立中央中学校
- 東広島市立豊栄中学校
- 東広島市立八本松中学校
- 東広島市立福富中学校
- 東広島市立松賀中学校
- 東広島市立もみじ中学校

- 広島県立広島中学校（中高一貫校）
- 武田中学校
- 近畿大学附属広島中学校東広島校

#### 高等学校
- 広島県立賀茂高等学校
- 広島県立賀茂北高等学校
- 広島県立黒瀬高等学校
- 広島県立河内高等学校
- 広島県立西条農業高等学校
- 広島県立豊田高等学校
- 広島県立広島高等学校（中高一貫校）
- 武田高等学校
- 近畿大学附属広島高等学校東広島校

#### 大学・短期大学
- 広島大学東広島キャンパス
- アリゾナ州立大学サンダーバードグローバル経営大学院日本校
- エリザベト音楽大学西条学舎
- 近畿大学工学部キャンパス
- 広島国際大学東広島キャンパス

### 教育施設以外の学校
自動車教習所
- 賀茂自動車学校（西条中央）
- 東広島自動車学校（西条町郷曽）
- 道祖園自動車学校（八本松町原）
- ニューチーム石田自動車教習所（黒瀬町）

## 交通

### 鉄道
西日本旅客鉄道（JR西日本）
- 山陽新幹線
  - （新大阪・岡山方面 - 三原） - 東広島駅 - （広島 - 博多方面）
- 山陽本線
  - （糸崎方面 - 三原 - 本郷） - 河内駅 - 入野駅 - 白市駅 - 西高屋駅 - 西条駅 - 寺家駅 - 八本松駅 - （瀬野 - 海田市・広島方面）
- 呉線
  - （三原・竹原方面 - 吉名） - 安芸津駅 - 風早駅 - （安浦 - 広方面）
  - 安芸津駅には観光列車etSETOraも停車する
- 中心となる駅：西条駅
  - 西条駅からは東広島駅（山陽新幹線）、呉駅（呉線）、安芸津駅（呉線）、竹原駅（呉線）などへの路線バスも運行されている

### バス

#### 高速バス
- かぐや姫号〈芸陽バス〉：広島バスセンター - 河内インター - 竹原
- 広島ドリーム大阪号/広島エクスプレス大阪号〈JRバス中国〉：西条駅 - 大阪（夜行便は広島大学も経由）
- WILLER EXPRESS〈WILLER EXPRESS広島営業所〉：西条駅・広島大学 - 神戸・大阪
- JAMJAMライナー〈ジャムジャムエクスプレス〉：広島大学 - 東京
- 休止中の高速バス
  - 広島 - 西条IC→ 西高屋駅・高美が丘・豊栄線 〈芸陽バス〉

#### 広島空港バス
- エアポートリムジン（西条 - 広島空港線） 〈芸陽バス〉：西条駅 - 広島空港
- 広島空港連絡バス〈芸陽バス〉：白市駅 - 広島空港

#### 一般路線バス
広島大学発着の路線バスをJRバス中国・芸陽バスが運行している。
- 西条駅 - 広島大学（江熊経由 / 下見経由）
- 八本松駅 - 広島大学
- 東広島駅 - 広島大学

芸陽バス が以下の路線を運行している。
- 西条-瀬野-広島線：西条駅 - 磯松団地 - 八本松駅 - 瀬野駅（広島市安芸区）方面
- 志和循環線 東先回り/西先回り：西条駅 - 八本松駅 - 志和町方面 - 八本松駅 - 西条駅
- 八本松-吉川線：八本松駅 - 長沢 - 吉川工業団地
- 吉川循環線：西条駅 - 前谷 - 吉川工業団地 - 田口研究団地 - 前谷 - 西条駅
- 八本松-シャープ線、八本松-篠線、八本松-グリーンタウン線：八本松駅 - シャープ前・富士機械・篠・グリーンタウン
- 磯松線：西条駅 - 寺家駅 - 磯松団地 - 篠 - 造賀 - 久芳 - 豊栄
- 豊栄-西条線：西条駅 - 造賀 - 久芳 - 豊栄
- 豊栄-高美が丘-西条線：西条駅 - 西高屋駅 - 高美が丘 - 近畿大学 - 造賀 - 久芳 - 豊栄
- 高美が丘循環線：西高屋駅 - 高美が丘・近畿大学
- 高美が丘・近畿大学-西条線：西高屋駅 - 高美が丘 - 近畿大学 - 東広島記念病院 - 西条駅
- 西高屋-白市線：西条駅 - 大畠 - 西高屋駅 - 白市（ - 白市駅）
- 西河内線：河内駅前 - 河戸 - 上戸野 - 久芳 - 豊栄
- 河内-甲山線：河内駅前 - 和木市 - 徳良（三原市大和町） - 甲山バイパス東口（世羅町）
- 安芸津-西条線：（近畿大学 - 西高屋駅 - ）西条駅 - 東広島駅 - 安芸津駅
- 西条-竹原線：西条駅 - 東広島駅 - 新庄 - 竹原駅（竹原市）

JRバス中国 は以下の路線（西条線）を運行している。
- 西条駅 - 西条農高前 - 賀茂医療センター口 - 乃美尾 - 広交差点 - 呉駅
- 西条駅 - 西条農高前 - 賀茂医療センター口 - 乃美尾 - 広島国際大学
- 西条駅 - 郷田 - 賀茂医療センター口 - 乃美尾 - 広島国際大学
- 西条駅 - 東広島駅 - 賀茂医療センター口 - 乃美尾 - 広島国際大学
- 西条駅 - サイエンスパーク
- 西条駅 - 寺家駅 - 東広島医療センター

#### コミュニティバス等
- 西条駅周辺の中心市街地では、西条市街地循環バス「のんバス」が運行されている（芸陽バス・JRバス中国に運行委託）。詳細は当該記事を参照。
- そのほか、以下の地域でコミュニティバス等が運行されている[20]。地区名は市町村合併により現在の東広島市が成立する以前の各町の町域に対応する。
  - ふくふくしゃくなげ号（東広島市福富地区）- 2008年（平成20年）2月運行開始[21]、2014年（平成26年）廃止[21]。
  - 豊栄そよかぜ号（東広島市豊栄地区）- 2009年（平成21年）2月運行開始[22]。豊栄交通が運行受託[21]。
  - 安芸津海風バス（東広島市安芸津地区）- 2009年（平成21年）4月運行開始[21]。芸陽バスが運行受託[21]。
    - 風早・大田線、小松原・大芝線、木谷線

  - 河内あゆピチふれあい号（東広島市河内地区）- 2010年（平成22年）11月運行開始[21]。豊栄交通が運行受託[21]（2019年4月30日までは芸陽バスが受託）。
  - 黒瀬さくらバス（東広島市黒瀬地区）- 2014年（平成26年）6月運行開始[21]。JRバス中国が運行受託[21]。地域が運行主体となっている[23]。
    - 渋・長貫 - ジョージ - 黒瀬支所線、渋・長貫 - 黒瀬支所線、八畝ヶ畑 - 黒瀬支所線、洋国団地 - 黒瀬支所線、楢原 - 黒瀬支所線、上条 - 黒瀬支所線

  - おまるめ山バス（小谷小学校区）- 白市交通が運行受託。
    - 月・水・土運行ルート、火・木・金運行ルート

  - 志和ホタル交通（志和地区）- 八本松タクシーが運行受託。デマンド型交通（要予約）。

### 道路

#### 高速道路
- 山陽自動車道：25 河内IC、小谷SA、25-1 高屋JCT・IC、26 西条IC、27 志和IC、奥屋PA
  - 福山西IC（西瀬戸自動車道方面）・尾道JCT（尾道自動車道）方面 - 本郷IC - 河内IC - 高屋JCT/IC - 西条IC - 志和IC - 広島東IC（広島高速1号線） - 広島JCT（広島自動車道）方面
- 東広島呉自動車道：25-1 高屋JCT、2 上三永IC、3 下三永福本IC、4 馬木IC、5 黒瀬IC - （郷原IC - 阿賀IC）

#### 一般国道
- 国道2号
  - 田万里バイパス（竹原市田万里町 - 東広島市上三永）
  - 西条バイパス（西条町上三永 - 八本松町宗吉）
  - 東広島バイパス（八本松町宗吉 - 安芸郡海田町）
  - 三原方面 - 田万里バイパス - 上三永（東広島呉自動車道） - 西条バイパス - 東広島バイパス - 広島方面
- 国道185号
  - 安芸津バイパス（一部供用中）
  - （呉市 - 呉市広 - 呉市安浦） - 東広島市安芸津町 - （竹原市 - 三原市）
- 国道375号
  - 御薗宇バイパス（西条町吉行 - 同町御薗宇）
  - 福富豊栄バイパス（福富町の一部供用中）
  - 呉市広 - 呉市郷原 - 東広島市黒瀬町 - 馬木IC（東広島呉自動車道） - 東広島市西条町 - 西条IC（山陽自動車道） - 東広島市福富町 - 東広島市豊栄町 - 三次市三和町 - 三次方面
- 国道432号
  - 竹原市 - 河内IC（山陽自動車道） - 東広島市河内町 - 三原市大和町 - 世羅町方面
- 国道486号 (東広島市 - 岡山県総社市)
  - 東広島市西条町 - 東広島市福富町 - 東広島市豊栄町 - 三原市大和町 - 大和南IC（広島中央フライトロード 広島空港方面） - 三原久井IC（山陽自動車道） - 尾道市御調町 - 府中市方面

#### 主要地方道
- 広島県道28号吉舎豊栄線（三次市吉舎町 - 世羅町小国 - 東広島市豊栄町）
- 広島県道29号吉田豊栄線（安芸高田市吉田 - 安芸高田市向原 - 東広島市豊栄町）
- 広島県道32号安芸津下三永線*（東広島市安芸津町 - 下三永福本IC - 東広島市西条町下三永）
- 広島県道33号瀬野川福富本郷線（広島市安芸区瀬野 - 東広島市志和堀 - 東広島市福富町 - 東広島市河内 - 三原市本郷）
- 広島県道34号矢野安浦線（広島市安芸区矢野 - 熊野町 - 黒瀬IC - 東広島市黒瀬町 - 呉市安浦）
- 広島県道46号東広島白木線*（東広島市八本松町 - 東広島市志和堀 - 広島市安佐北区白木町）
- 広島県道59号東広島本郷忠海線（東広島市西条町 西条IC - 東広島市高屋町 - 高屋IC - 広島空港西 - 三原市本郷 - 竹原市忠海）
- 広島県道60号大和福富線*（三原市大和町 - 東広島市福富町）
- 広島県道67号馬木八本松線*（東広島市 馬木IC - 広島大学 - 東広島市八本松町）
- 広島県道73号広島空港線（河内IC - 広島空港）
- 広島県道80号東広島向原線*
- 広島県道83号志和インター線（志和IC以南が広島県管理、以北が東広島市管理*）（東広島市志和町 - 志和IC - 東広島市八本松町）

（*印のある主要地方道の市内の区間の維持管理権限は2008年（平成20年）6月から広島県から東広島市へ移管）

#### 一般県道
| - 広島県道161号三和大和線 - 広島県道176号小河原志和線 - 広島県道194号西高屋停車場線 - 広島県道195号西条停車場線 - 広島県道206号風早停車場線 - 広島県道207号安芸津停車場線 - 広島県道329号飯田吉行線 - 広島県道330号上三永竹原線 | - 広島県道331号下三永吉川線 - 広島県道332号吉川西条線 - 広島県道333号岡郷東市之堂線 - 広島県道334号小多田安浦線 - 広島県道335号津江八本松線 - 広島県道336号津江郷原線 - 広島県道338号吉川大多田線 - 広島県道340号下竹仁久芳線 | - 広島県道342号別府河内線 - 広島県道348号小田白市線 - 広島県道350号造賀八本松線 - 広島県道351号造賀田万里線 - 広島県道352号高屋河戸線 - 広島県道353号内海三津線 |

（*印のある一般県道の市内の区間の維持管理権限は2008年（平成20年）6月から広島県から東広島市へ移管）

#### 道の駅
- 道の駅湖畔の里福富（国道375号 東広島市福富町）
- 道の駅西条のん太の酒蔵（国道2号 西条バイパス 東広島市西条町寺家）

### 船舶
- カーフェリー
  - 安芸津フェリー（安芸津港 - 大崎上島 大西港）
  - 安芸津港はJR安芸津駅（呉線）から約200メートル

## マスメディア

### ケーブルテレビ
- 東広島ケーブルメディア
- おおぞら台CATV設備

### コミュニティFM局
- FM東広島

### 新聞
- 朝日新聞東広島支局
- 中国新聞東広島支局
- 読売新聞東広島通信部
- プレスネット

## 通信

### 市外局番
市外局番は、黒瀬地区が0823、安芸津地区が0846 (20 - 49)、その他が082 (400 - 409, 420 - 439, 490 - 499) となっている。
- 082 (400 - 409, 420 - 439, 490 - 499) エリア（東広島MA）
  - 黒瀬・安芸津地区を除く地域
- 0823エリア（呉MA）
  - 黒瀬地区
- 0846 (20 - 49) エリア（竹原MA）
  - 安芸津地区

なお、以下の地区との通話は市外局番が必要である。
- 082 (200 - 299, 500 - 599, 800 - 909, 921 - 929, 941 - 943, 960 - 969, 990 - 999) エリア（広島MA）
  - 広島市（佐伯区湯来地区を除く）・府中町・海田町・熊野町・坂町
- 0846 (60 - 79) エリア（木江MA）
  - 大崎上島町

### 郵便
郵便物の集配は以下の郵便局が担当している。
- 安芸西条郵便局：739-00xx、739-85xx、739-86xx、739-87xx
- 八本松郵便局：739-01xx、739-02xx[注 3]
- 高屋郵便局：739-21xx
- 河内郵便局：739-22xx
- 福富郵便局：739-23xx
- 安芸津郵便局：739-24xx
- 板城郵便局：739-25xx
- 黒瀬郵便局：739-26xx、739-27xx[注 4]

## 施設

### 図書館
- 東広島市立図書館
  - 中央図書館
  - サンスクエア児童青少年図書館
  - 黒瀬図書館
  - 福富図書館
  - 豊栄図書館
  - 河内こども図書館
  - 安芸津図書館
  - 志和アグリ図書館
  - 高屋図書館
- ひろしま国際プラザ情報センター・図書室
- ほたる荘図書室
- 広島大学図書館
  - 中央図書館
  - 東図書館
  - 西図書館
- 近畿大学工学部図書館
- 広島国際大学図書館
  - 東広島1号館
  - 東広島3号館

### 美術館
- 東広島市立美術館

### ホール
- 東広島芸術文化ホール くらら

## スポーツチーム
- 伯和ビクトリーズ - 社会人野球の企業チーム。
- シークリューザ東広島 - 社会人サッカーチーム

## 公式キャラクター
民話「旦願寺の狸和尚」に出てくる酒好きのタヌキをもとにした「のん太」。1990年の酒まつりのキャラクターとして誕生。西条地域のバスや、道の駅の名前のもとになっている。

## 観光・文化・催事・名産品

### 名所・旧跡・観光スポット

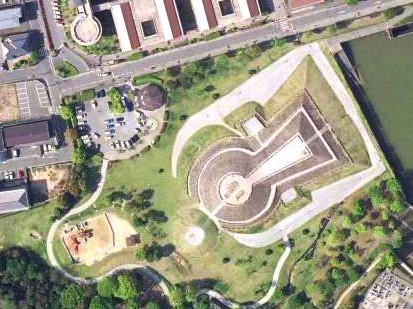
三ツ城古墳
。

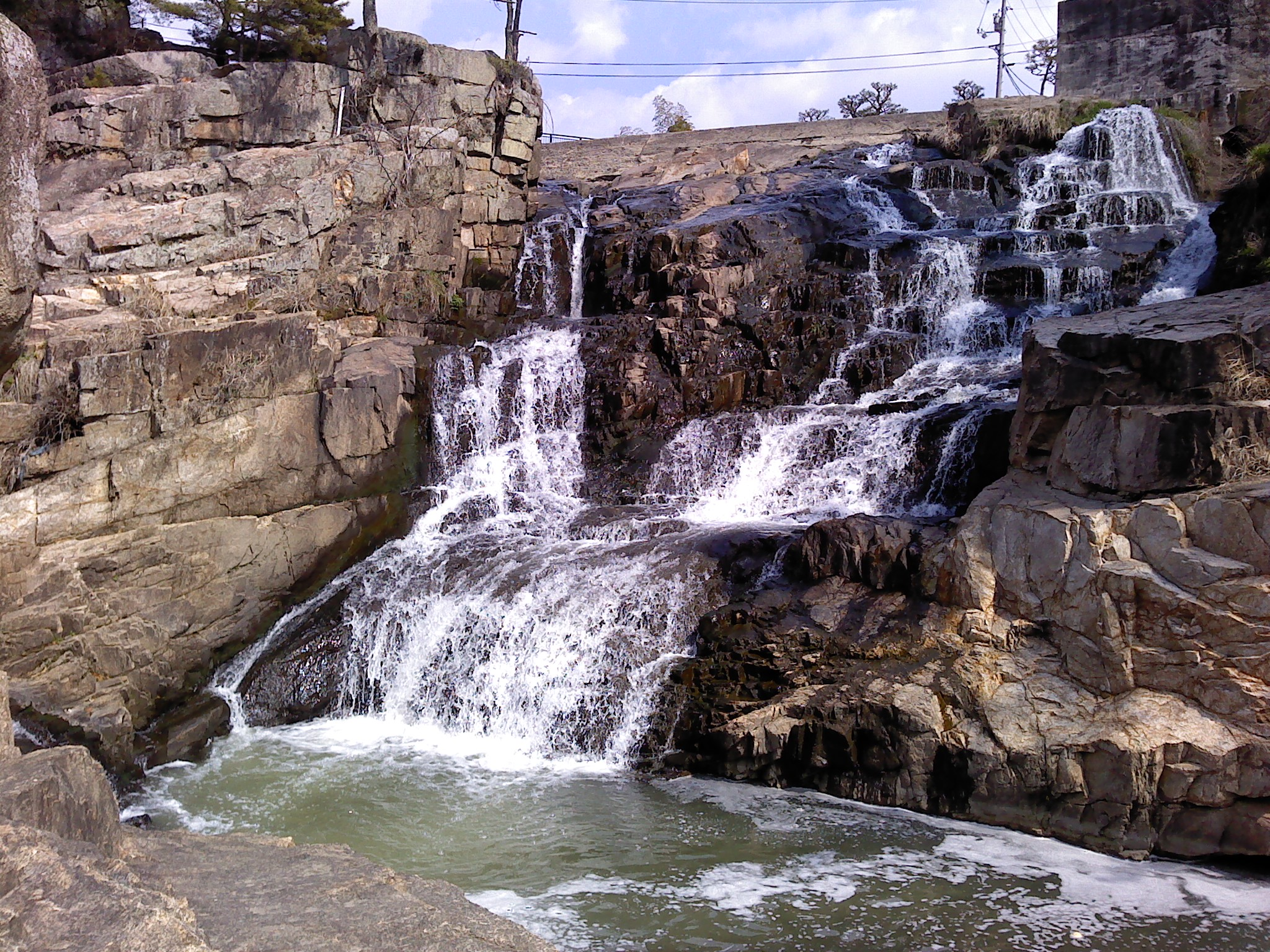
吾妻子の滝

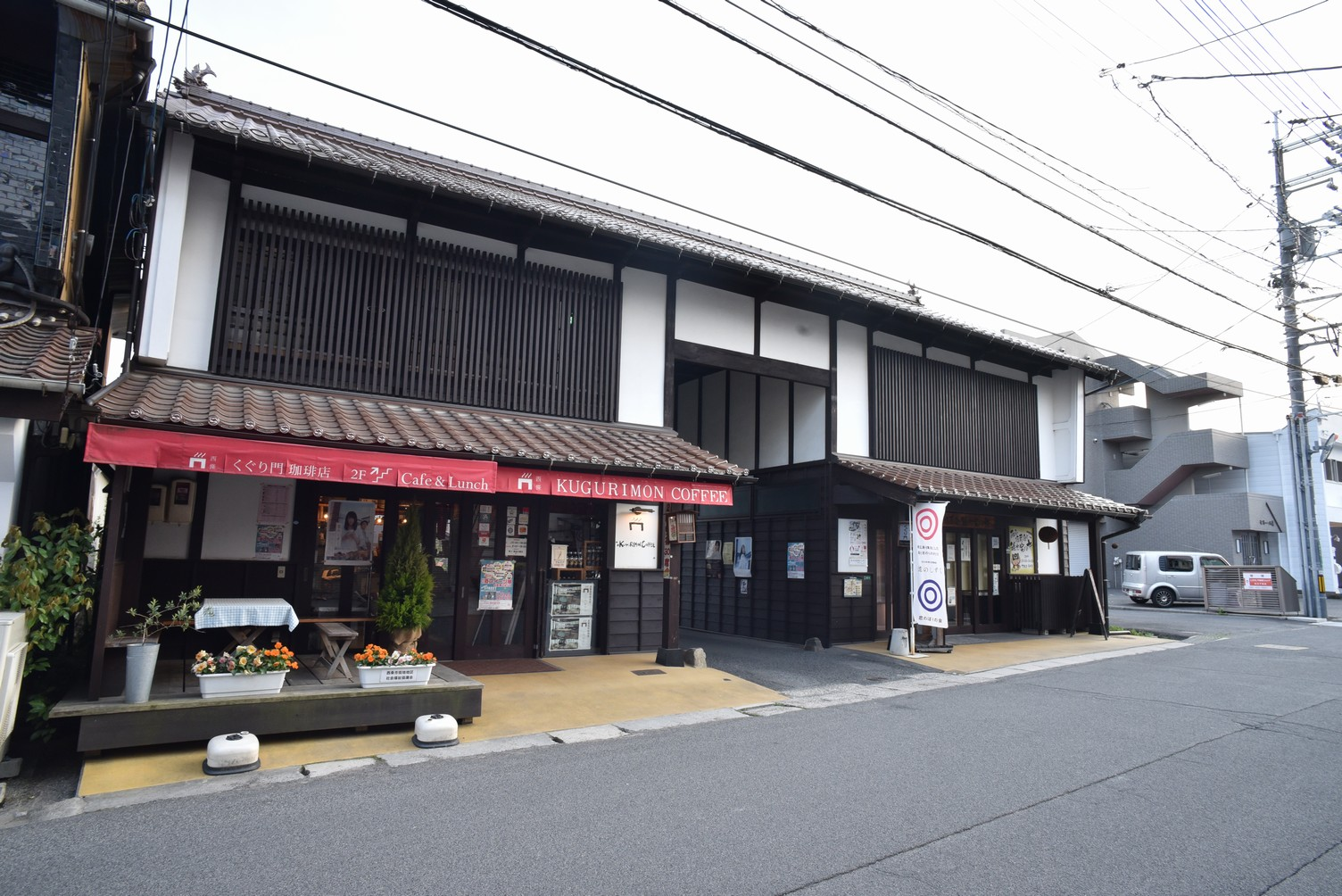
酒蔵通り

- 安芸国分寺跡 - 国の史跡。現在は真言宗御室派国分寺。奈良時代の金堂、講堂、塔、中門、南門などの跡が確認され、安芸国分寺歴史公園として整備されている。
- 三ツ城古墳 - 国の史跡（日本の歴史公園100選）
- 鏡山城跡 - 国の史跡
- 頭崎城 - 県指定史跡
- 御薗宇城 - 県指定史跡
- 白山城 (安芸国) - 県指定史跡
- 西条酒蔵通り
- 竹林寺 - 行基の建立を伝える古寺。本堂は国の重要文化財。三重塔は東京都の椿山荘に移築された。小野篁ゆかりの寺。
- 福成寺 - 奈良時代の創建と伝え、平安時代中期に当地に移転。平安時代末期には源平氏の戦いの舞台にもなった。本堂内の厨子と須弥壇は国の重要文化財。境内の巨樹群は県指定天然記念物。源頼政の室菖蒲前と一族所縁の寺。
- 並滝寺 - 行基の建立と伝える古寺。
- 旧木原家住宅 - 国の重要文化財。
- 正福寺山公園 - 桜の名所。
- 祝詞山八幡神社 - 安芸津町風早にあり、この地を読んだ万葉集2首の歌碑と陶壁がある。
- 槌山城 - 市指定史跡
- 曽場ヶ城跡
- 生城山城跡
- 清滝
- 吾妻子の滝
- 八本松八十八石仏
- 勝谷右京（猪野隼太）宝篋印塔 - 東広島市指定文化財
- 仙石庭園 - 全国の銘石・奇石・組石を回廊しつつ鑑賞できる大規模石庭。園内で食事やバーベキューも楽しめる。
- 時報塔 - 国の登録有形文化財
- 瀬野八 - 八本松町から広島市安芸区にかけての鉄道の難所。鉄道写真撮影の名所でもある。
- ホボロ島
- 小芝島 - 干潮時にハート型に見える島。

### レジャー
- 東広島運動公園（アクアパーク）
  - 東広島運動公園野球場（東広島アクアスタジアム）
- 龍王島自然体験村

### 祭り
- 安芸津かきまつり（1月中旬）
- 御建神社祇園祭り（7月初旬）（西条）
- 三津祇園祭り（7月初旬）（安芸津）
- 安芸津住吉祭り花火大会（7月29日）
- 黒瀬ふれあい夏祭り（7月下旬）
- 河内町リバーサイドフェスティバル（7月下旬）
- どまんなか豊栄ヘソまつり（8月初旬）
- 西条盆踊り大会（8月中旬）（御建グラウンド）
- 酒まつり（10月初旬）
- アクアフェスタin福富（10月初旬前後）
- 火とグルメの祭典 安芸津フェスティバル（11月中旬）

### 特産物・名物
- 日本酒 - 広島の酒三大恩人、三浦仙三郎、橋爪陽、木村静彦の銅像がすべて市内にある。
- 米
- 西条柿 - 西条町寺家の長福寺が発祥地。病の鎌倉将軍に献上して病気が治り、後に献上品となったと伝えられている。
- カキ - 安芸津地区で生産される。広島の他地域のカキに比べて小ぶりだが、身が締まって味が濃いという特徴がある。
- ビワ
- ジャガイモ - 赤崎のジャガイモ。赤崎の地質は赤土でもサラッとして、保水力も水はけも程よく生育に適している。
- マツタケ - 八本松周辺の山々一帯はかつて「まつたけ山」と呼ばれ、最寄駅である八本松駅から大量のマツタケを列車で広島市内へと運んでいた。現在は陸上自衛隊第13旅団原村演習場でのみ生産がされている。
- 赤瓦 - 西条には豊富な粘土があり、近隣の田万里では石州瓦の釉薬に用いた「来待石」と同様の石が産出される。江戸時代に瓦職人が石州より移り住み、いわゆる西條の赤瓦が製造されるようになった。赤瓦の生地は花崗岩の地質から流れた鉄分を多く含む真砂土から堆積した粘土が焼成時点で赤くなったものだが、赤瓦の名称は来待釉の茶色にピンクがかったメタリックな色合いからそう呼ばれるようになった。
- 赤煉瓦 - 日本国内の主要生産地である安芸津の赤土から作り出される。
- シロウオ - 安芸津の高野川河口に定置網を仕掛け、産卵のために川を遡上するところを捕獲する。
- エゴマ

## 東広島市出身の有名人

### 政治・行政
- 重家俊範 - 元外交官
- 菅川健二 - 元参議院議員
- 谷川和穂 - 元防衛庁長官、法務大臣、自由民主党幹事長代理
- 谷川昇 - 元衆議院議員
- 内藤守三 - 元衆議院議員
- 中川俊直 - 元衆議院議員
- 中川秀直 - 元自由民主党幹事長・衆議院議員
- 吉村仁 - 元厚生省事務次官

### 経営・経済
- 岡田茂 - 元東映社長・会長、名誉市民
- 加計勉 - 教育者・実業家、加計学園創始者
- 黒川渉三 - 東横映画・東京映画配給社長
- 沼田恵範 - 仏教伝道協会創設者、ミツトヨ創業者
- 矢野博丈 - 大創産業創業者 ※生まれは中国北京市
- 今田美穂 - 今田酒造本店（富久長）社長・杜氏

### 学術
- 信楽峻麿 - 宗教学者、仏教伝道協会理事長、元 龍谷大学学長
- 曻地三郎 - 教育者
- 高原一隆 - 経済学者
- 観山正見 - 天文学者、第4代国立天文台長
- 横山雅男 - 統計学者
- 吉田富夫 - 中国文学者、佛教大学名誉教授

### 芸能
- 市地洋子（安芸晶子） - 女優
- 岩瀬敬吾 - シンガーソングライター、元19メンバー
- クロちゃん - お笑い芸人（安田大サーカス）
- 載寧龍二 - 俳優
- 鞘師里保 - 歌手・女優、元モーニング娘。メンバー
- 日浦孝則 - ミュージシャン、元classメンバー
- 日村勇紀 - お笑いタレント（バナナマン）
- 南一誠 - 演歌歌手
- 米光美保 - 歌手、元東京パフォーマンスドールメンバー
- Qoonie - シンガーソングライター、作曲家（Rie&Qoonie）

### マスコミ
- 久保田智子 - 姫路市教育長[25][26]、元TBS報道記者・アナウンサー
- 中西敦子 - テレビ新広島アナウンサー
- 中原真吾 - NHKアナウンサー
- 松井梨絵子 - 元秋田放送アナウンサー

### スポーツ
- 安芸乃島勝巳 - 元大相撲力士（関脇）
- 石本秀一 - 元プロ野球選手、広島東洋カープ初代監督
- 礒部公一 - 元プロ野球選手（近鉄・楽天）、野球解説者
- 市原則之 - 日本ハンドボール協会副会長、日本オリンピック委員会専務理事
- 隠善智也 - 元プロ野球選手（巨人）
- 岡本綾子 - 元プロゴルファー・ゴルフ指導者、広島県民栄誉賞受賞、名誉市民
- 佐伯三貴 - プロゴルファー
- 高橋徹 - レーサー
- 西山大希 - 柔道家
- 西山雄希 - 柔道家
- 二宮至 - 元プロ野球選手（巨人）
- 平繁龍一 - サッカー選手（カターレ富山）
- 山内泰幸 - 元プロ野球選手（広島）、野球解説者
- 渡邊裕子 - 元陸上競技選手

### 文化・芸術
- 今井みはる - ギャラリスト、アートコーディネーター
- 今田智憲 - 映画プロデューサー
- 坪島孝 - 映画監督

### その他
- 木原秀三郎 - 広島藩士
- 近藤荒樹 - 相場師
- 酒井隆 - 陸軍中将、第23軍司令官
- 野坂完山 - 医師
- 平原善松 - 漂流者
- 三浦仙三郎 - 酒造家

## 東広島市が舞台となった作品

### 映画
- 恋のしずく（2018年10月13日公開、主演：川栄李奈）
- 吟ずる者たち（2021年11月5日公開、主演：比嘉愛未）